# (118698) 2000 OY51
(118698) 2000 OY51, também escrito como (118698) 2000 OY51, é um objeto transnetuniano que está localizado no cinturão de Kuiper, uma região do Sistema Solar. Esse objeto tem uma ressonância orbital de 4:7 com o planeta Netuno. O mesmo possui uma magnitude absoluta de 8,2 e, tem um diâmetro com cerca de 101 km.

## Descoberta
(118698) 2000 OY51 foi descoberto no dia 28 de julho de 2000 por B. Gladman.

## Órbita
A órbita de (118698) 2000 OY51 tem um semieixo maior de 43,779 UA e um período orbital de cerca de 290 anos. O seu periélio está a 33,468 UA do Sol e seu afélio está a uma distância de 54,089 UA. Ele tem uma ressonância 04:07 com Netuno.